# Euryopis estebani
{{Taxobox spin
| naam              = Euryopis estebani
| titelweergave     = cursief
| afbeelding        = 
| afbeeldingtekst   = 
| familie           = Theridiidae (Kogelspinnen)
| geslacht          = Euryopis
| auteur            = [[José Valentín Herrera José Valentín Herrera González]]
| datum             = 1991
| haakjes           = 
}}
Euryopis estebani is een spinnensoort in de taxonomische indeling van de kogelspinnen (Theridiidae).
Het dier behoort tot het geslacht Euryopis. De wetenschappelijke naam van de soort werd voor het eerst geldig gepubliceerd in 1991 door [[José Valentín Herrera José Valentín Herrera González]].